# Balkanliebe
Balkanliebe oder Die Gräfin von Durazzo ist eine Operette in vier Bildern von Rudolf Kattnigg mit einem Libretto von Erik Kahr und Bruno Hardt-Warden. Das Werk erlebte seine Uraufführung am 22. Dezember 1937 am Zentraltheater in Leipzig.

## Orchester
Zwei Flöten, eine Oboe, zwei Klarinetten oder drei Saxofone, ein Fagott, drei Hörner, zwei Trompeten, drei Posaunen, eine Harfe, eine Gitarre, großes Schlagwerk und Streicher

## Ort und Zeit
Die Operette spielt in den 1930er-Jahren an wechselnden Schauplätzen in Illyrien, Venedig und Tirol. Der Herrscher Illyriens ist verbannt, an seiner Stelle regiert die Gräfin von Durazzo, die allerdings von Aufständischen bekämpft wird.

## Inhalt
Eine Liste mit den Namen der Aufständischen, die für die Rückkehr des Verbannten eintreten, ist in die Hände der Gräfin geraten, die gerade nach Venedig reist. Deswegen will Marko nun selbst mit der Gräfin sprechen und reist inkognito mit einigen Getreuen in die Lagunenstadt. Inzwischen wurde jedoch die Yacht der Gräfin von Markos Verlobter Zlata (die Tochter des Rebellenanführers) und deren Gefolge überfallen, doch nur sie konnte angeblich entkommen. In Wahrheit ist aber Zlata verkleidet als Gräfin von Durazzo unterwegs nach Venedig.  Marko verliebt sich in die vermeintliche Gräfin von Durazzo, was Zlata erbost, zumal er dadurch auch sein Vaterland verrät. Als er durch den Korsar aufgefordert nach Illyrien zurückkehren will, da dort die Entscheidungsschlacht bevorstehe, demaskiert sich seine Verlobte.  
Nach gewonnenem Kampf will Marko wieder zu Zlata, doch diese ist inzwischen mit Freunden nach Tirol gereist. Nach einigen Liebeshändeln der Nebenpersonen lässt sich Zlata schließlich doch überreden, sich mit ihrem Verlobten zu versöhnen.

## Musikalische Höhepunkte
- Hast du mich schon ganz vergessen? (Lied der Zlata)
- Leise erklingen Glocken vom Campanile (Barkarole)
- Heimat, mit der Seele grüß´ ich dich (Lied des Marko)
- Einmal leuchtet die Sonne (Duett)
- Das macht nur jener gewisse und zärtliche Zauber einer Frau (Walzer)
- Liebe Lotte, kleine Lotte (Foxtrott-Duett)

## Kritik
Während des Dritten Reiches waren zahlreiche beliebte Operetten (wie etwa „Im weißen Rössl“ oder das „Schwarzwaldmädel“) verboten worden, weil entweder die Komponisten oder die Textdichter Juden waren. „Balkanliebe“ gehörte zu den Operetten, die als NS-konforme Werke die entstandene Lücke füllen sollten. Von Kevin Clarke wird „Balkanliebe“ als „Blut-und-Boden-Werk“ charakterisiert, dessen ideologische Botschaft so unübersehbar gewesen sei, dass nach 1945 meist nur noch einzelne Nummern (insbesondere „Leise erklingen Glocken vom Campanile“) aus dem Stück isoliert und in Konzertprogramme eingegliedert worden seien. „Als Quelle wurde ‚Balkanliebe‘ angegeben, aber nicht gefragt, worum es in dem Stück geht. Die, die es wussten, schwiegen. Und alle anderen stellten keine Fragen.“